# Stylochaeton angolensis
Stylochaeton angolensis är en kallaväxtart som beskrevs av Adolf Engler. Stylochaeton angolensis ingår i släktet Stylochaeton och familjen kallaväxter.
Artens utbredningsområde är Angola. Inga underarter finns listade.